# Blood (The X-Files)
«Blood» es el tercer episodio de la segunda temporada de la serie de televisión de ciencia ficción The X-Files. Se estrenó en la cadena Fox el 30 de septiembre de 1994. El guion fue escrito por Glen Morgan y James Wong a partir de una historia de Darin Morgan y fue dirigido por David Nutter. El episodio es una historia del «monstruo de la semana», desconectada de la mitología más amplia de la serie. «Blood» obtuvo una calificación Nielsen de 9,8, siendo visto por 8,7 millones de hogares en su transmisión inicial. El episodio recibió críticas en su mayoría positivas.
El programa se centra en los agentes especiales del FBI Fox Mulder (David Duchovny) y Dana Scully (Gillian Anderson) que trabajan en casos vinculados a lo paranormal, llamado expedientes X. En el episodio, Mulder y Scully investigan una serie de asesinatos en Franklin, Pensilvania. Todos los sospechosos parecen obligados a asesinar después de ver mensajes violentos en dispositivos electrónicos.
«Blood» fue inspirado por la propia hemofobia del escritor Glen Morgan así como la controversia sobre la fumigación con malatión en el sur de California. El episodio marcó la segunda aparición de los pistoleros solitarios en la serie, así como una aparición especial de la actriz pornográfica Ashlyn Gere.

## Argumento
En Franklin, Pensilvania, se informa al trabajador postal Edward Funsch (William Sanderson) que será despedido al final de la semana. Luego, Funsch ve las palabras «Kill 'Em All» («mátalos a todos») en la pantalla digital de su máquina. En el centro cívico de Franklin, un hombre de mediana edad en un ascensor lleno de gente ve «No Air» («no hay aire») en la pantalla led del ascensor y es el único que puede ver el mensaje. Sudoroso y obviamente claustrofóbico, vuelve a mirar la pantalla led. Esta vez muestra las palabras «Can't Breathe» («no puedes respirar») y luego «Kill 'Em All».
El agente Fox Mulder llega al centro cívico después de lo que parece una masacre; los cuerpos yacen en la acera y en el vestíbulo. El sheriff Spencer (John Cygan) explica que el sospechoso asesinó a cuatro personas desde el ascensor con sus propias manos. Su alboroto terminó cuando un guardia de seguridad le disparó. Spencer señala que otros siete individuos han asesinado a veintidós personas en Franklin en los últimos seis meses. Mulder descubre que la pantalla led del ascensor está dañada y que el sospechoso muerto tiene un residuo verde en la punta de los dedos. Más tarde, Funsch intenta hacer un retiro de un cajero automático, pero es recibido con las palabras «Take His Gun» («toma su arma») y «Kill 'Em All» en la pantalla. Golpea frustrado la pantalla antes de huir, escapando de un guardia de seguridad confundido.
En la Academia del FBI, Dana Scully lee el informe inicial de Mulder. La única conexión entre los asesinatos que puede ver es que todos los sospechosos destruyeron un dispositivo electrónico durante los asesinatos. Mientras tanto, Bonnie McRoberts, otra residente de Franklin, pasa por un taller de reparación para recoger su automóvil, donde un mensaje en una pantalla de diagnóstico del motor le advierte que el mecánico la violará. Ella lo mata impulsivamente con una lata de aceite. Cuando Mulder y Spencer la interrogan a la mañana siguiente, el microondas de su cocina le indica que los mate. Cuando agarra un cuchillo y ataca a Mulder, Spencer le dispara y la mata.
Scully realiza una autopsia en el cuerpo de McRoberts y descubre signos de fobia que incluyen altos niveles de adrenalina y la misma sustancia que se encuentra en el asesino del ascensor. Ella plantea la hipótesis de que la sustancia, cuando se combina con otros neuroquímicos, produce una reacción similar a la del LSD. Mientras Mulder y Scully construyen un caso, Funsch se vuelve más psicótico y continúa viendo mensajes violentos en los dispositivos electrónicos. La sangre está asociada de alguna manera con cada incidente; un voluntario le pide a Ed que done sangre en una tienda por departamentos y segundos después ve varias imágenes violentas (incluido el incendio del asedio de Waco, la golpiza de la polícia de Los Ángeles a Rodney King y los disturbios posteriores de Los Ángeles en 1992, la persecución policial de O. J. Simpson, y el líder de sectas Charles Manson) que se muestran en una pantalla de ventas de televisores), seguido de un mensaje para obtener un arma del departamento de artículos deportivos.
A altas horas de la noche, mientras investiga un huerto, Mulder es rociado por un helicóptero fumigador y termina en el hospital. Allí, Mulder ve el mensaje «Do It Now» («hazlo ahora») en un televisor y se da cuenta de que cuando las personas están expuestas al pesticida, que contiene un químico diseñado para provocar miedo en los insectos, ven estos mensajes subliminales y sus fobias se exacerban lo suficiente como para hacer que maten. Finalmente, después de ser confrontado, el concejal de la ciudad acepta detener las fumigaciones y analizar la sangre de la comunidad bajo la apariencia de un estudio de colesterol.
Mulder y Scully, al leer que Funsch aún no ha sido examinado, llegan a su casa y la encuentran llena de dispositivos electrónicos destrozados. Mulder deduce que la sangre es la fobia de Ed y que ha visto los mensajes subliminales, y un estuche de rifle vacío indica que Funsch va a actuar sobre su paranoia. Funsch se coloca en lo alto de una torre de reloj con vista a una campaña de donación de sangre y comienza a disparar al azar. Mulder se sube a Funsch y lo domina; Funsch es llevado en camilla. Mulder llama a Scully y ve el mensaje «All done. Bye Bye» («todo listo. Adiós») en la pantalla de su teléfono celular. Scully llama a Mulder, pero este se queda sin palabras.

## Producción

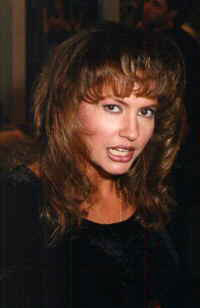
«Blood» presenta un cameo de la actriz pornográfica Ashlyn Gere.

La premisa básica de «Blood» evolucionó a partir de tres temas: la propia hematofobia del coguionista Glen Morgan, la controversia sobre la fumigación con malatión en el sur de California y una idea un tanto vaga que Morgan y su compañero de escritura, James Wong, tenían sobre centrarse en los trabajadores de correo postal. Después de que el creador de la serie, Chris Carter, expresara su deseo de presentar una historia que girara en torno a las lecturas digitales, Morgan y Wong decidieron combinar sus influencias dispares con la idea de la lectura digital, y finalmente produjeron un guion que convirtió las «nuevas tecnologías». (por ejemplo, máquinas de fax y teléfonos celulares) en algo «aterrador». Morgan y Wong también basaron el clímax del episodio en el tiroteo en la torre de la Universidad de Texas en 1966. Es de destacar que esta escena solo se filmó parcialmente en la Universidad de Columbia Británica porque las armas de fuego no estaban permitidas en el lugar de la universidad real. Esto requirió que se construyera una réplica del interior de la torre del reloj para su uso en varias escenas clave. Este episodio marca la primera vez que Darin Morgan, el hermano de Glen, ayudó con un guion de X-Files. Se le había pedido a Darin que ayudara a desarrollar la historia del episodio, y luego escribiría el episodio de la segunda temporada «Humbug».
El episodio presenta la segunda aparición de los pistoleros solitarios, un trío de teóricos de la conspiración formado por John Fitzgerald Byers (Bruce Harwood), Richard Langly (Dean Haglund) y Melvin Frohike (Tom Braidwood). Los personajes aparecieron por primera vez en el episodio «E.B.E.» de la primera temporada para hacer que Mulder pareciera más creíble. Inicialmente, los tres estaban programados para aparecer en un solo episodio, pero regresaron como personajes recurrentes empezando con «Blood» debido a su popularidad entre los fanáticos del programa en línea. En el episodio también aparece como estrella invitada la actriz pornográfica Ashlyn Gere, que interpreta a Bonnie McRoberts, la mujer impulsada a atacar a Mulder tras ver un mensaje subliminal en su microondas. Glen Morgan bromeó diciendo que The X-Files era tan innovador que usaron una estrella de cine para adultos que todavía trabajaba en la industria, una alusión y una burla hacia el episodio de NYPD Blue «Tempest in a C-Cup», que contó con la actriz de cine para adultos jubilada Ginger Lynn.

## Recepción
«Blood» se estrenó en la cadena Fox el 30 de septiembre de 1994. Este episodio obtuvo una calificación Nielsen de 9,1, con una participación de 16, lo que significa que aproximadamente el 9,1 por ciento de todos los hogares equipados con televisión y el 16 por ciento de los hogares que miraban televisión sintonizaron el episodio. Fue visto por 8,7 millones de hogares.
El episodio recibió opiniones positivas de los críticos. Entertainment Weekly le dio al episodio una B+, considerando que a pesar de la «trama enrevesada», el episodio «valió la pena en tensión». El crítico Zack Handlen de The A.V. Club calificó el episodio como una «buena» historia independiente. Lo describió como «un episodio memorable, debido en gran parte a su humor», elogiando la historia «simultáneamente absurda y aterradora» con escenas que hacen que el espectador «se ría por lo bajo incluso cuando te estremeces». Además, Handlen elogió la actuación de William Sanderson, así como el final, llamándolo «el remate [...] de los miedos más profundos de Mulder, un grupo [el sindicato] tan secreto que nunca estás seguro de que exista en absoluto». Starpulse nombró al episodio como el décimo mejor de la serie, definiéndolo como «muy espeluznante» y lo que convirtió a The X-Files «de un mero festival espeluznante a un programa que ofrecía verdaderos suspensos psicológicas». Robert Shearman y Lars Pearson, en su libro Wanting to Believe: A Critical Guide to The X-Files, Millennium & The Lone Gunmen, calificaron el episodio con tres estrellas de cinco. Los dos escribieron positivamente sobre las florituras del episodio y señalaron que «minuto a minuto, hay mucho para disfrutar». Sin embargo, Shearman y Pearson argumentan que la premisa es «inconexa y no poco frustrante» debido a la falta de coherencia y narrativa general. La trama de «Blood» también fue adaptada como novela para adultos jóvenes en 1996 por Les Martin, bajo el título Fear.

### Novelización
- Fear en Internet Speculative Fiction Database

- Datos: Q4241517